# Přeskače
Přeskače (německy Przeskatsch) jsou obec v okrese Znojmo v Jihomoravském kraji. Žije zde 104 obyvatel.
Sousedními obcemi sídla jsou Běhařovice, Horní Kounice, Tavíkovice, Medlice a Křepice.

## Název
Vesnické jméno Přeskače je původně označení obyvatel vsi přeskači – "tkalci" (jehož základem je starobylé skáti – "tkát"). Místní jméno Přeskače je poprvé doloženo z roku 1358. S Přeskačemi byla historiky ztotožněna vesnice Přěžiř zmíněná poprvé 1279, jejíž jméno (v mužském rodě) bylo odvozeno od osobního jména Přěžir (v jeho druhé části je praslovanské žir - "život") a znamenalo "Přěžirův majetek". Název Přěžiř je naposledy doložen roku 1355 (poté je ves uváděna jen pod jménem Přeskače), avšak vesnice nemohla být krátce nato přejmenována, neboť označení přeskač pro tkalce se už ve 14. století nepoužívalo (jméno Přeskače je tedy o stovky let starší). Důvod, proč jedna osada nesla dvě různá starobylá jména, je nejasný.

## Historie

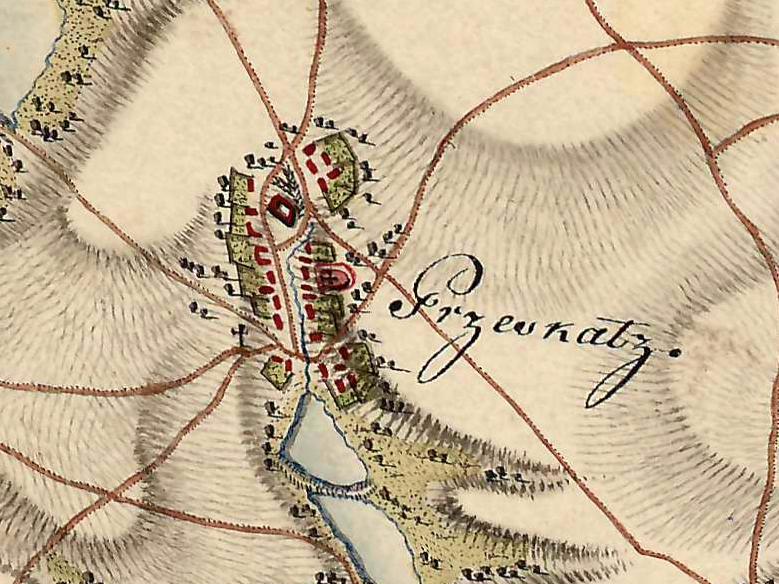
Přeskače na prvním vojenském mapování

První písemná zmínka o obci (v podobě Priezer) pochází z roku 1279 (de Priezer). V obci bylo nalezeno pravěké škrabadlo.

## Obyvatelstvo
| Rok            | 1869 | 1880 | 1890 | 1900 | 1910 | 1921 | 1930 | 1950 | 1961 | 1970 | 1980 | 1991 | 2001 | 2011 | 2021 |
| -------------- | ---- | ---- | ---- | ---- | ---- | ---- | ---- | ---- | ---- | ---- | ---- | ---- | ---- | ---- | ---- |
| Počet obyvatel | 196  | 213  | 192  | 206  | 239  | 216  | 220  | 170  | 181  | 157  | 125  | 112  | 101  | 106  | 95   |
| Počet domů     | 34   | 34   | 36   | 35   | 37   | 40   | 43   | 47   | 43   | 43   | 36   | 35   | 47   | 46   | 49   |

## Obecní správa
Mezi lety 1869–1963 Přeskače byly obcí v okrese Moravský Krumlov (v letech 1869–1880 Krumlov). V letech 1964–1990 patřily jako část obce k Tavíkovicím a od 24. listopadu 1990 jsou opět samostatnou obcí.

### Obecní symboly
Znak a vlajka byly obci uděleny rozhodnutím předsedy Poslanecké sněmovny Parlamentu České republiky dne 21. září 2005.

## Pamětihodnosti
- Kostel Všech svatých
- Středověké podzemí